# Xã Penn, Quận Jay, Indiana
Xã Penn (tiếng Anh: Penn Township) là một xã thuộc quận Jay, tiểu bang Indiana, Hoa Kỳ. Năm 2010, dân số của xã này là 1.239 người.